# Neuhaus am Rennweg
Neuhaus am Rennweg è una città di 8 778 abitanti della Turingia, in Germania. Appartiene al circondario di Sonneberg.
Svolge il ruolo di "comune sussidiario" (Erfüllende Gemeinde) nei confronti del comune di Goldisthal.

## Storia
Il 1º gennaio 2019 vennero aggregati alla città di Neuhaus am Rennweg i comune di Lichte e Piesau.

## Geografia antropica
La città di Neuhaus am Rennweg è suddivisa nelle 6 frazioni (Ortsteil) di Neuhaus am Rennweg, Steinheid, Limbach, Neumannsgrund, Scheibe-Alsbach e Siegmundsburg.